# Sobrecàrrega (informàtica)
En informàtica, la sobrecàrrega és qualsevol combinació de temps de càlcul excessiu o indirecte, memòria, amplada de banda o altres recursos que calen per dur a terme una tasca específica. És un cas especial de sobrecàrrega d'enginyeria. La sobrecàrrega pot ser un factor decisiu en el disseny del programari, pel que fa a l'estructura, la correcció d'errors i la inclusió de funcions. Es poden trobar exemples de sobrecàrrega informàtica a Programació Orientada a Objectes (OOP), programació funcional, transferència de dades i estructures de dades.
En l'enginyeria del programari, la sobrecàrrega pot influir en la decisió d'incloure o no funcions als nous productes o, de fet, de corregir errors. És possible que no s'inclogui una funció que tingui una sobrecàrrega elevada – o necessita un gran incentiu financer per fer-ho. Sovint, tot i que els proveïdors de programari són ben conscients dels errors dels seus productes, la recompensa de solucionar-los no val la pena la recompensa, a causa de la sobrecàrrega.
L'enviament fiable d'una càrrega útil de dades a través d'una xarxa de comunicacions requereix enviar més que només la càrrega útil. També implica l'enviament de diverses dades de control i senyalització (TCP) necessàries per arribar a la destinació. Això crea l'anomenada sobrecàrrega de protocol, ja que les dades addicionals no contribueixen al significat intrínsec del missatge.
La codificació d'informació i dades també introdueix sobrecàrrega. La data i l'hora "2011-07-12 07:18:47" es poden expressar com a hora Unix amb l'enter signat de 32 bits 1310447927, que consumeix només 4 bytes. Representada com a cadena codificada UTF-8 amb format ISO 8601 2011-07-12 07:18:47 la data consumiria 19 bytes, una sobrecàrrega de mida del 375% sobre la representació d'enter binari. Com a XML, aquesta data es pot escriure de la següent manera amb una sobrecàrrega de 218 caràcters, tot afegint el context semàntic que és un CHANGEDATE amb l'índex 1.